# Орден Словацкого национального восстания
Орден Словацкого национального восстания — государственная награда Чехословакии.

## История
Орден был учрежден 23 августа 1945 года Словацкой народной радой в ознаменование Словацкого национального восстания.

## Положение
Орденом Словацкого национального восстания награждались лица, имевшие заслуги в сопротивлении, принимали участие в подготовке сопротивления и самого национального восстания, или в восстании отличились подвигом, проявили командирские, организационные, или боевые способности, сопряжённые с опасностью для жизни, или погибли при исполнении воинского долга.
Орденом награждались и иностранные лица, военные подразделения, или группы лиц, имевшие заслуги в сопротивлении.
Имел две степени: золотую и серебряную, а также медаль ордена.

## Описание
Знак ордена — круглая медаль.
На реверсе знака надпись в четыре строки «ŘÁD SLOVENSKÉHO NÁRODNÍHO POVSTÁNÍ», под ней указание степени «I. TRIEDA» или «II. TRIEDA».
При помощи металлического кольца знак ордена подвешен к орденской ленте.
Для повседневного ношения имеется планка, обтянутая орденской лентой:
- — золотая степень ордена
- — серебряная степень ордена

### Памятная медаль ордена
Медаль ордена изготавливалась из бронзы и повторяла на аверсе изображение на ордене.
Планка с лентой медали:
- — медаль ордена

### Шаблоны
- Шаблон:Орден Словацкого национального восстания 1 степени
- Шаблон:Орден Словацкого национального восстания 2 степени
- Шаблон:Медаль ордена Словацкого национального восстания